# 吉田豊 (裁判官)
吉田 豊（よしだ ゆたか、1909年3月1日 - 1980年5月22日）は、日本の裁判官。最高裁判所判事。福井県出身。

## 概要
東京帝国大学法科在学中に高等文官試験司法科に合格。1932年（昭和7年）3月に同大学を卒業。1935年（昭和10年）12月に判事となる。京都、福岡、大阪、東京各地裁に勤務。
1947年（昭和22年）12月から1952年（昭和27年）7月までの4年半、最高裁長官の下で最高裁事務局会計課長、経理課長を務めた。その後、東京地裁、東京高裁に勤務。1967年（昭和42年）5月に最高裁事務総局次長に、1970年（昭和45年）7月に最高裁事務総長に就任。最高裁事務総長としては青法協問題等に取り組む。裁判官の再任問題では「裁判官の採用、再任にあたっては、あらゆる角度から検討するが、青法協会員というだけで、指名から外すことはしない」、宮本康昭判事補不再任についても「青法協会員であるという理由だけではない」と衆議院決算委員会で述べ、宮本康昭判事補不再任に関する最高裁裁判官会議での裁判官の発言を報じた1971年4月13日付の朝日新聞記事について事務総長として折衝して記事の撤回を求め、朝日新聞は誤報と認めた。事務総長時代に刑罰強化を基本とした少年法改正問題が起こったが、「少年法が戦後の理想的制度の一つ。刑罰中心から少年の育成に重点にしたのだから、私はいま改正する理由はないと思う」と消極的だった。
1973年（昭和48年）2月に大阪高裁長官となり、同年5月21日に最高裁判事に任命された。この時、内閣は元法務事務次官の津田実を最高裁判事としようとしていたが、次期長官であった村上朝一は津田案に反対して吉田案を推し、最終的に吉田案を内閣が受け入れることになった。
1972年衆院選の一票の格差に関する1976年（昭和51年）4月14日の最高裁大法廷の判決では違憲としながら選挙を有効とする多数意見に対し、違憲であり選挙も無効とする少数意見を述べた。
1979年（昭和54年）2月に定年退官。
1980年（昭和55年）5月22日に東京都港区の虎ノ門病院で大腸がんのため71歳で死去した。